# Eduard Oja

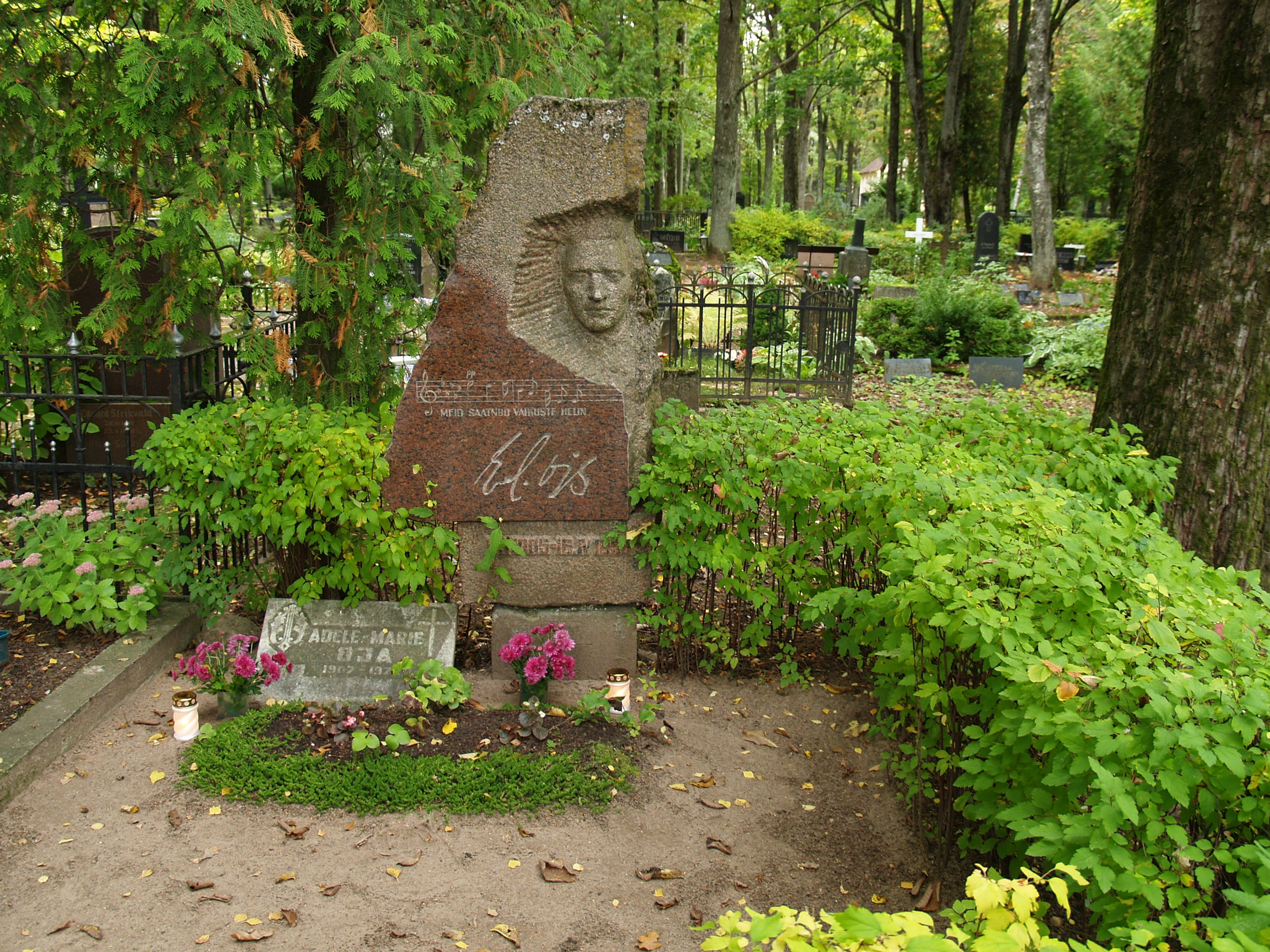
Grób Eduarda Oji na cmentarzu św. Pawła w Tartu

Eduard Oja (ur. 17 stycznia 1905 w Palupõhji, zm. 16 kwietnia 1950 w Tartu) – estoński kompozytor, dyrygent, skrzypek i pedagog.

## Życiorys
Naukę gry na skrzypcach rozpoczął późno, bo dopiero w wieku 20 lat. Początkowo uczył się w średniej szkole muzycznej w Tartu. W latach 1927–1932 studiował kompozycję w klasie Heino Ellera w wyższej szkoły muzycznej w Tartu.
Już w czasie studiów prowadził kilka chórów, między innymi chór mieszany i chór żeński oraz Stowarzyszenie Śpiewaków, które pod jego kierownictwem odnosiło sukcesy w latach 1930–1934. W 1930 opublikował podręcznik kształcenia i doskonalenia słuchu muzycznego. Pracował też jako nauczyciel teorii muzyki w kilku szkołach muzycznych w Tartu.
Po wojnie wycofał się z życia publicznego. Nie są znane żadne jego kompozycje powstałe po 1948. Zmarł w 1950. Jego grób znajduje się na cmentarzu św. Pawła w Tartu.

## Twórczość
Na twórczość kompozytorską Oji składają się utwory symfoniczne, kamerale i wokalne – zarówno pieśni chóralne, jak i solowe. Skomponował też operę Lunastatud vanne (Oath Redeemed), która zdobyła pierwsze miejsce na konkursie organizowanym z okazji 75-lecia teatru estońskiego w 1940. Jednak kompozytor sam zniszczył jej partyturę. 
Inną ważną kompozycją była kantata Kojuminek (The Return Home) na głos, chór męski i orkiestrę do tekstu Marie Under, opowiadającego o wydarzeniach wojny zimowej ze Związkiem Radzieckim. Kantata ta, podobnie jak większość kompozycji Oji, została zniszczona podczas II wojny światowej.